# Aztecula sallaei
La carpita azteca (Aztecula sallaei) es una especie, la única del género Aztecula, de la familia de los ciprínidos de peces de agua dulce incluidos en el orden Cypriniformes, endémica de la cuenca del río Lerma (México).

## Hábitat y modo de vida
Vive en ríos en ambiente bentopelágico, entre 19º y 21º de latitud norte, exclusivamente en los afluentes de la cuenca del río Lerma.